# Calycomyza chinensis
Calycomyza chinensis är en tvåvingeart som beskrevs av Chen och Wang 2003. Calycomyza chinensis ingår i släktet Calycomyza och familjen minerarflugor. Inga underarter finns listade i Catalogue of Life.